# Dúl Antal
Dúl Antal (Kecskemét, 1945. június 10. – 2018. február 11.) teológus. Teológus végzettsége ellenére szellemi irányultságát tekintve spirituális szabadságot hirdető, egyházi dogmatikától mentes tanító. "Másként-gondolkozását" 1968-ban, Hamvas Bélával történt személyes találkozása és az író haláláig tartó kapcsolata alapozta meg, amely az évtizedek alatt a Hamvas-életmű kiváló ismerőjévé és interpretátorává tette.

## Életpályája
Tanulmányait 1967-től 1972-ig a Római Katolikus Hittudományi Akadémián végezte. 1973 és 1993 között az Akadémiai Könyvtárban dolgozott.
1968 tavaszán, fél évvel annak halála előtt találkozott Hamvas Bélával. Az 1990-es évek elejétől kezdve rendszeres előadója volt a metafizikai, ezoterikus bölcselettel foglalkozó körökben (például: SZINTÉZIS Szabadegyetem, Hamvas Béla Collegium stb.). Ugyancsak a 90-es évek óta saját alapítású könyvkiadóját működtette Medio Kiadó néven, amely Hamvas Béla műveinek közreadására jött létre, és amely az életműből huszonegy kötetet publikált. A Világokon át – Barangolás a metafizika birodalmában című műsor szakértője és állandó közreműködőjeként is ismert volt.

## Művei
- Balogh Béla, Dúl Antal, Popper Péter: Önismeret, emberismeret, világismeret. 2004, Saxum Könyv Kft., ISBN 9637168079

## Díjai
- Magyar Örökség díj[forrás?], 1996. december